# Jørlunde (plaats)
Jørlunde is een plaats in de Deense regio Hovedstaden, gemeente Frederikssund, en telt 326 inwoners (2007).
De middeleeuwse kerk in het plaatsje geniet bekendheid vanwege het in 2009 opgerichte pijporgel.
- Library of Congress Control Number: n80030508
- Nationale Bibliotheek van Israël: 987007561919605171
- Virtual International Authority File: 128999920